# Herbert Gruber
Pour les articles homonymes, voir Gruber.
Herbert Gruber, né le 9 novembre 1942 à Cologne, est un bobeur autrichien notamment médaillé d'argent olympique en 1968.

## Biographie
Herbert Gruber participe à trois éditions des Jeux olympiques d'hiver entre 1964 et 1972. Aux Jeux d'hiver de 1968, organisés à Grenoble en France, il remporte la médaille d'argent de bob à quatre avec Erwin Thaler, Reinhold Durnthaler et Josef Eder. Il est également médaillé de bronze de bob à deux en 1971 avec Josef Oberhauser.

## Palmarès

### Jeux Olympiques
- : médaillé d'argent en bob à 4 aux JO 1968.

### Championnats monde
- : médaillé de bronze en bob à 2 aux championnats monde de 1971.